# Malinniki-Kolonia
Malinniki-Kolonia (dodatkowa nazwa w języku białoruskim Mаліннікі-Колëнія) – kolonia wsi Malinniki położona w Polsce, w województwie podlaskim, w powiecie bielskim, w gminie Orla.  
Kolonia leży przy 66.
W latach 1975–1998 miejscowość administracyjnie należała do województwa białostockiego.